# Tenosique

Położenie gminy Tenosique na mapie stanu Tabasco

Tenosique – gmina meksykańskiego stanu Tabasco, położona w najdalej wysuniętej na południowy zachód rozciągniętego wschód-zachód stanu. Północny jej kraniec znajduje się około 120 km od wybrzeża Zatoki Meksykańskiej. Jest jedną z 17 gmin w tym stanie. Siedzibą władz gminy jest miasto Tenosique de Pino Suárez. Nazwa gminy pochodzi od słów w języku Majów “Ta - na - tsiic”, które oznaczają "Dom tarczownika lub dom tarczy".
Ludność gminy Tenosique w 2005 roku liczyła 55 601 mieszkańców, co przy stosunkowo dużej powierzchni czyni ją słabo zaludnioną gmina w stanie Tabasco.